# Analiza metaboličke kontrole
Analiza metaboličke kontrole (engl. Metabolic control analysis - MCA) predstavlja matematički okvir za opisivanje metaboličkih, signalnih, i genetičkih puteva. MCA kvantifikuje kako promenljive, kao što su fluksevi i koncentracije hemikalija, zavise od parametara mreže. Kontretno ovim pristupom se može opisati kako svojstva zavisna od mreže, zvana kontrolni koeficijenti, zavise od lokalnih osobina zvanih elastičnosti.
Analiza metaboličke kontrole je originalno bila razvijena za opisivanje kontrole mataboličkih puteva, ali je naknadno njen opseg proširen tako da ona sad opisuje i signalne i genetičke mreže. MCA se ponekad naziva metaboličkom kontrolnom teorijom, mada se toj terminologiji veoma oštro suprotstavlja Henrik Kakser, jedan od osnivača polja metaboličke kontrole.
Novija istaraživanja su pokazala da se MCA može direktno povezati sa klasičnom teorijom kontrole.
Teorija biohemijskih sistema je sličan formalizam, mada sa veoma različitim ciljem. Oba pristupa su proizašla iz ranije teoretske analize Džosefa Higinsa.

## Kontrolni koeficijenti
Kontrolni koeficijent je mera relativne promene stabilnog stanja u promenljivama sistema, npr. fluksa puta (J) ili koncentracije metabolita (S), u odgovoru na relativnu promenu parametra, npr. aktivnosti enzima ili brzine pri stabilnom stanju ({\displaystyle v_{i}}) koraka i. Dva glavna kontrolna koeficijenta su fluks i koncentracija. Koeficijenti kontrole fluksa su definisani sa:
{\displaystyle C_{v_{i}}^{J}=\left({\frac {dJ}{dp}}{\frac {p}{J}}\right){\bigg /}\left({\frac {\partial v_{i}}{\partial p}}{\frac {p}{v_{i}}}\right)={\frac {d\ln J}{d\ln v_{i}}}}
a koneficijenti kontrole koncentracije su definisani sa:
{\displaystyle C_{v_{i}}^{S}=\left({\frac {dS}{dp}}{\frac {p}{S}}\right){\bigg /}\left({\frac {\partial v_{i}}{\partial p}}{\frac {p}{v_{i}}}\right)={\frac {d\ln S}{d\ln v_{i}}}}

### Teoremi sumacije
Teoremu sumacije kontrole fluksa su nezavisno otkrili Kakser/Bernsova grupa i Hajnrih/Rapoportova grupa tokom ranih 1970-tih i kasnih 1960-tih. Teorema sumacije kontrole fluksa navodi da su metabolički fluksovi sistemska svojstva i da njihovu kontrolu dele sve reakcije sistema. Kad pojedinačna reakcija promeni svoju kontrolu fluksa, to se kompenzuje promenama kontrole istog fluksa u svim drugim reakcijama.
{\displaystyle \sum _{i}C_{v_{i}}^{J}=1}
{\displaystyle \sum _{i}C_{v_{i}}^{S}=0}

## Spoljašnje veze
- The Metabolic Control Analysis Web